# 1583

## Esdeveniments
Països Catalans
- 7 de novembre - El poble de Deià, a Mallorca, s'independitza de Valldemossa.

Resta del món
- Inici de la construcció del castell d'Osaka.
- Primera batalla reclamant la independència de l'Índia dels portuguesos.
- Massacre a Munster.
- Creació de l'Accademia della Crusca.
- Madrigals de Monteverdi.
- El rapte de les sabines, de Giambologna.

## Naixements
- 3 de març,- Edward Herbert de Cherbury va ser militar, diplomàtic, historiador, poeta i filòsof britànic (m. 1648)[1]
- 10 d'abril, Rostock, Sacre Imperi: Hugo Grotius, jurista, filòsof, escriptor i poeta holandès (m. 1645).[2]

- Troyes: Nicolas Caussin, jesuïta i teòleg francès

## Necrològiques
Països Catalans
- 25 de desembre, València: Nicolau Factor, frare franciscà, pintor del Renaixement i beat valencià (n. 1520).

Resta del món